# Magnesite (minerale)
La magnesite, nota anche come spato amaro (simbolo IMA: Mgs), è un minerale comune del gruppo della calcite appartenente alla classe minerale dei "carbonati e nitrati" con composizione chimica MgCO3; da un punto di vista chimico è un carbonato di magnesio.
Con la siderite, la magnesite forma una serie di cristalli misti senza interruzioni.

## Etimologia e storia
Il minerale fu scoperto per la prima volta nel 1803 da D. Mitchel in Moravia e descritto da Abraham Gottlob Werner, il quale parlava di frammenti bianco-rossastro, terrosi e grossolani come "terreno di talco puro".
Il minerale ricevette il nome di magnesite, valido ancora oggi, a causa del suo componente metallico principale, il magnesio, nel 1808 da Dietrich Ludwig Gustav Karsten.

## Classificazione
Nella Sistematica dei lapis (Lapis-Systematik) di Stefan Weiß, che si basa ancora sulla superata ottava edizione della sistematica dei minerali di Strunz per considerazione per i collezionisti privati e le collezioni istituzionali, al minerale è stato assegnato il sistema nº V/B.02-30. In questa sistematica ciò corrisponde anche alla classe dei "carbonati anidri [CO3]2- senza anioni estranei", dove la magnesite insieme a calcite, gaspéite, otavite, rodocrosite, siderite, smithsonite, sferocobaltite e vaterite forma il "gruppo della calcite".
La nona edizione della sistematica dei minerali di Strunz, che è stata aggiornata l'ultima volta dall'Associazione Mineralogica Internazionale (IMA) nel 2009, classifica la magnesite nella classe "5. Carbonati (nitrati)" e da lì nella sottoclasse "5.A Carbonati senza anioni aggiuntivi, senza H2O"; questa viene ulteriormente suddivisa in base agli elementi chimici presenti nel minerale in modo che la magnesite possa essere trovata nella sezione "5.AB Carbonati di metalli alcalino terrosi (e altri M2+)" dove forma il sistema nº 5.AB.05 insieme a calcite, rodocrosite, siderite, otavite, smithsonite, gaspéite e sferocobaltite.
Tale classificazione è proseguita dal database "mindat.org", chiamata anche Classificazione Strunz-mindat, dove conserva la classificazione che aveva nella nona edizione di Strunz.
La sistematica dei minerali secondo Dana, che viene utilizzata principalmente nel mondo anglosassone, classifica la magnesite nella classe comune dei "carbonati, nitrati e borati" e lì nella sottoclasse dei "carbonati anidri"; qui si trova nel "gruppo della calcite" (trigonale: R3c)" con il sistema nº 14.01.01 nell'ambito della suddivisione "carbonati anidri con formula A+CO3".

## Chimica
La composizione teorica della magnesite (MgCO3) è costituita per il 28,83% da magnesio, per il 14,25% da carbonio e per il 56,93% da ossigeno. Tuttavia, a causa della formazione di cristalli misti con la siderite, di solito contiene ferro, che sostituisce parzialmente il magnesio nella formula. Sono state osservate anche basse miscele di manganese e calcio.

## Abito cristallino
La magnesite cristallizza isotipicamente con la calcite nel sistema trigonale nel gruppo spaziale R3c (gruppo nº 167) con i parametri reticolari a = 4,63 Å e c = 15,03 Å oltre a sei unità di formula per cella unitaria.

## Proprietà
La magnesite, come la maggior parte dei carbonati, è solubile in acidi sotto rilascio di anidride carbonica (CO2). Rispetto alla calcite, tuttavia, si dissolve solo in acidi caldi in polvere.

## Modificazioni e varietà
A causa della sua formazione di cristalli misti senza interruzioni con siderite (FeCO3), le singole regioni di fase sono state separate e hanno ricevuto nomi individuali. Il membro terminale magnesite può contenere fino al 10 mol-% di siderite e, viceversa, la siderite fino al 10 mol-% di magnesite. Gli anelli intermedi sono indicati come:

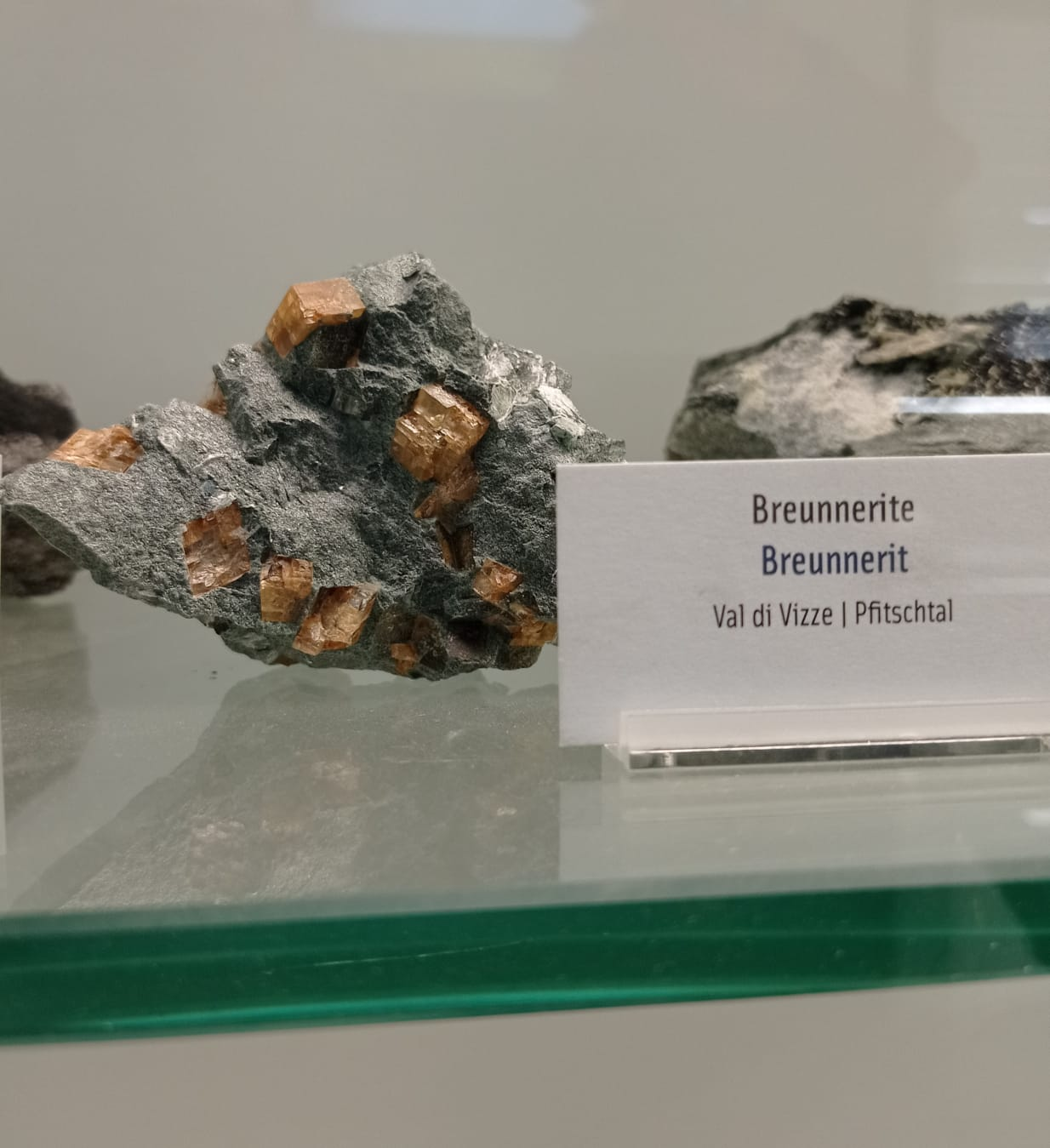
Un campione di breunnerite esposto al Museo della Val Gardena a Ortisei

- breunnerite dal 10-30% mol% di siderite; è usata durante il processo di formazione delle materie prime per refrattari basici e una volta portata la magnesia a 600 °C essa, presentata come impurezza, funge da mineralizzante e forma, tramite prima decomposizione e poi sintesi, i due composti principali che insieme proprio alla magnesia danno vita ai sinter di magnesia, che risulta essere la vera materia prima. Questi due composti sono 2CaFe2O3 e MgOFe2O3. La breunnerite risulta essere meno pura del sinter di magnesia, ma più economica. Il suo nome è dedicato all'austriaco Graf August Breunner.[18]
- mesitinadal 30-50% mol% di siderite
- pistomesite dal 50-70% mol% di siderite
- sideroplesite dal 70-90% mol% di siderite.

Inoltre, le magnesiti sono spesso indicate anche come magnesite cristallina (anche tardiva o pinolite).
L'abbreviazione spesso fuorviante di pinolite è usata anche per una miscela minerale di magnesite, dolomite e grafite. La matrice è costituita da dolomite pigmentata da grafite dal grigio chiaro al quasi nero e contiene inclusioni di granuli di magnesite bianca che assomigliano ai pinoli. A causa della struttura spesso simile a un fiore dei depositi di magnesite, la pinolite è anche indicata come "magnesite a fiore di ghiaccio".
Nel 1964, Yue Chu-Siang, Fuo Kuo-Fun e S. Chen-Ea nominarono una varietà contenente nichel con la formula (Ni,Mg)[CO3]2 come hoshiite (anche choschiite). Il minerale è stato scoperto sotto forma di masse verdi a grana fine nella zona di ossidazione dei depositi di solfuro di rame contenenti nichel in Cina. Tuttavia, quando nel 1965 furono annunciati i nuovi minerali e i nomi dei minerali, la breve descrizione dell'hoshiite conteneva già la nota che questa varietà non doveva essere nominata, ma che il nome poteva essere utilizzato se fosse stato scoperto un minerale con un contenuto di nichel superiore al magnesio. Con il non riconoscimento nel 2006 da parte della "Commissione sui Nuovi Minerali e i Nomi dei Minerali (CNMMN)" dell'Associazione Mineralogica Internazionale (IMA), l'hoshiite non è stata più riconosciuta come minerale.

## Origine e giacitura
La magnesite viene originata dalla modificazione attraverso l'acqua (composta di anidride carbonica, talco e clorite) di rocce ultrafemiche (prevalentemente peridotiti e serpentine).
La magnesite si forma prevalentemente per via idrotermale, metasomatica o metamorfica. Occasionalmente, tuttavia, si trova anche nelle rocce ignee. Le magnesiti tardive o pinolitiche si formano principalmente negli scisti di talco e clorite e nelle rocce dolomitiche. La magnesite densa, d'altra parte, che è inizialmente simile all'opale di natura gelatinosa ma successivamente si trasforma in una struttura microcristallina, è più probabile che si trovi nelle rocce serpentinitiche.
Come formazione minerale comune, la magnesite può essere trovata in molti luoghi, con oltre 1700 siti già documentati in tutto il mondo.
Cristalli di dimensioni fino a un metro sono stati trovati nella roccia dolomitica di Brumado e Bahia (Brasile). Tuttavia, le dimensioni dei cristalli sono solitamente nell'ordine dei centimetri.
Altri siti includono Nangarhar in Afghanistan; Egitto centrale e orientale; Biskra in Algeria; nella Terra della Principessa Elisabetta nell'Antartide orientale; Salta in Argentina; Gegharkunik in Armenia; Etiopia; diverse regioni dell'Australia; il dipartimento di Cochabamba in Bolivia; le regioni di Antofagasta e Atacama in Cile; diverse province della Repubblica Popolare Cinese; nel Baden-Württemberg, in Baviera, in Assia, nella Renania-Palatinato, in Sassonia-Anhalt, Sassonia e Turingia in Germania; diverse regioni della Francia; Kuhmo, Kittilä e Juuka in Finlandia; Kitaa in Groenlandia; l'isola di Giava in Indonesia; Honshū e Shikoku in Giappone; diverse regioni del Canada; Kazakistan; nel Katanga nella Repubblica Democratica del Congo; in Corea, Madagascar, Messico e Nepal; a Modum, Alvdal e Skjåk tra le molte in Norvegia; molte regioni dell'Austria; a Almería e Málaga tra i molti siti in Spagna; in Slovacchia, Boemia e Moravia nella Repubblica Ceca; a Borsod-Abaúj-Zemplén e Pest in Ungheria; così come moltissime regioni degli Stati Uniti.
Anche in Italia ci sono moltissimi siti in cui la magnesite è stata trovata; solo per citarne alcuni: Brusson e Cogne (Val d'Aosta); Cassano all'Ionio (Calabria); a Pollena Trocchia (Campania); a Gaggio Montano e Castelnovo ne' Monti (Emilia Romagna); a Cogoleto (Liguria); a Lanzada e Torre di Santa Maria (Lombardia); Lerma, Balangero, Macugnaga e Trasquera (Piemonte); ad Assemini e Nuxis (Sardegna); a Burgraviato, in Valle Aurina, in Val Venosta e a Caminata (Trentino-Alto Adige); a Campiglia Marittima e Montaione (Toscana).

## Utilizzi

### Come materia prima
Grazie alla sua resistenza alle alte temperature fino a circa 3000 °C, la magnesite è un'importante materia prima per la produzione di mattoni refrattari di magnesite sinterizzata, che vengono utilizzati, tra le altre cose, per rivestire altiforni, convertitori per la produzione di acciaio e altri forni fusori. I mattoni vengono cotti in forni ad alte temperature fino a circa 1800 °C, che produce ossido di magnesio cristallino (MgO). Inoltre, questi mattoni hanno buone proprietà di accumulo di calore, tanto da essere utilizzati, tra le altre cose, come nuclei di accumulo nei riscaldatori notturni e nei caminetti elettrici.
Se la magnesite viene cotta a temperature più basse, fino a circa 800 °C, la parte viene trattenuta come carbonato, cioè la quantità stechiometricamente possibile di anidride carbonica (CO2) non viene rilasciata. La "magnesia caustica" risultante rimane reattiva e, mescolata con riempitivi, viene trasformata in cemento Sorel e utilizzata per produrre materiali da costruzione ignifughi e composti isolanti.
Il comportamento di decomposizione termica della magnesite è determinato dalle diverse proprietà della materia prima, dalla tecnologia di processo utilizzata e dai processi fisici e chimici.

### Come pietra preziosa
Con una durezza Mohs da 4 a 4,5, la magnesite è in realtà troppo morbida per l'uso commerciale come pietra preziosa. Tra i collezionisti, tuttavia, una magnesite chiara e sfaccettata ha un certo valore.
Tuttavia, il minerale, come l'howlite, che è simile nell'aspetto, serve come base per imitare il turchese. Tinto di blu e stabilizzato per proteggerlo dai danni, l'ambito e costoso turchese di matrice, spesso venduto con il nome di Turkenite, può essere imitato. Tuttavia, la magnesite generalmente accetta bene i colori e può quindi essere colorata in molti modi diversi.
Con il nome commerciale fuorviante di "crisoprasio limone", è nota anche una miscela di magnesite e crisoprasio da chiaro a giallo-verde, per cui il contenuto di crisoprasio può arrivare a zero in qualità scadenti e il materiale dovrebbe essere correttamente descritto come magnesite al limone (anche magnesite al limone).

## Forma in cui si presenta in natura
La magnesite sviluppa cristalli romboedrici, prismatici, ma anche aggregati massicci e terrosi di colore bianco, giallastro, brunastro o nero. Sono noti anche cristalli incolori.